# 1991 en handball
| Années du handball : 1988 - 1989 - 1990 - 1991 - 1992 - 1993 - 1994    |
| Décennies du handball : 1960 - 1970 - 1980 - 1990 - 2000 - 2010 - 2020 |

Cet article présente les faits marquants de l'année 1991 en handball.

## Par compétitions

### Championnats d'Afrique
|                             | Hommes  | Femmes  |
| --------------------------- | ------- | ------- |
| Médaille d'or, Afrique      | Égypte  | Nigeria |
| Médaille d'argent, Afrique  | Algérie | Angola  |
| Médaille de bronze, Afrique | Tunisie | Congo   |

La 9e édition des Championnats d'Afrique des nations ont eu lieu au Caire (Égypte) du 5 au 13 septembre 1991. La compétition réunit les meilleures équipes féminines et masculines de handball en Afrique et est disputée sous forme de championnat.
Le tournoi féminin est remporté par le Nigeria qui est ainsi qualifiée pour les Jeux olympiques de Barcelone disputés en 1992. L'Angola et le Congo complètent le podium.
Le tournoi masculin est remporté par l'Égypte qui est ainsi qualifiée pour les Jeux olympiques de Barcelone et le championnat du monde B, tous deux disputés en 1992. L'Algérie et la Tunisie complètent le podium.

### Jeux africains
|                             | Hommes  | Femmes        |
| --------------------------- | ------- | ------------- |
| Médaille d'or, Afrique      | Égypte  | Angola        |
| Médaille d'argent, Afrique  | Algérie | Côte d'Ivoire |
| Médaille de bronze, Afrique | Nigeria | Nigeria       |

La compétition de handball aux Jeux africains de 1991 a lieu peu de temps après les Championnats d'Afrique des nations, du 24 au 30 septembre 1991 et toujours au Caire en Égypte. Deux tournois, un masculin et un féminin, ont lieu. 
Ainsi, chez les hommes, l'Égypte remporte la compétition disputée sous forme de mini-championnat et devance l'Algérie. À la différence Championnat d'Afrique, c'est le Nigeria et non pas la Tunisie (non qualifiée) qui termine troisième.
Le tournoi féminin est remporté par la Angola qui bat en finale la Côte d'Ivoire. Le Nigeria complète le podium.

### Jeux méditerranéens
|                                         | Hommes      | Femmes      |
| --------------------------------------- | ----------- | ----------- |
| Médaille d'or, Jeux méditerranéens      | Yougoslavie | Yougoslavie |
| Médaille d'argent, Jeux méditerranéens  | Égypte      | France      |
| Médaille de bronze, Jeux méditerranéens | Italie      | Espagne     |

Les compétitions de handball aux Jeux méditerranéens de 1991 se sont déroulées du 1er au 8 juillet 1991 à Athènes en Grèce.
La compétition comporte un tournoi masculin avec dix équipes et un tournoi féminin avec cinq équipes. La compétition est remportée aussi bien chez les hommes que chez les femmes par la Yougoslavie. 

## Bilan de la saison 1990-1991 en club

### Coupes d'Europe (clubs)
| Compétition                        | Vainqueur                 | Finaliste               | Score   |
| ---------------------------------- | ------------------------- | ----------------------- | ------- |
| C1 : Coupe des clubs champions     | TV Lützellinden 1904 e.V. | Hypo Niederösterreich   | 43 – 40 |
| C2 : Coupe des vainqueurs de coupe | ŽRK Radnički Belgrade     | Spartak Kiev            | 46 – 40 |
| C3 : Coupe de l'IHF                | Lokomotiva Zagreb         | TSV Bayer 04 Leverkusen | 38 – 31 |

| Compétition                        | Vainqueur           | Finaliste             | Score   |
| ---------------------------------- | ------------------- | --------------------- | ------- |
| C1 : Coupe des clubs champions     | FC Barcelone        | RK Proleter Zrenjanin | 41 – 40 |
| C2 : Coupe des vainqueurs de coupe | TSV Milbertshofen   | Elgorriaga Bidasoa    | 39 – 36 |
| C3 : Coupe de l'IHF                | RK Borac Banja Luka | CSKA Moscou           | 43 – 39 |

### Saison 1990-1991 en France
| Compétition                 | Vainqueur          | Second             | Score              |
| --------------------------- | ------------------ | ------------------ | ------------------ |
| Championnat de France masc. | USAM Nîmes 30      | HB Vénissieux 85   | –                  |
| Coupe de France masc.       | HB Venissieux 85   | US Dunkerque       | 49 – 37            |
| Championnat de France fém.  | USM Gagny 93       | ASPTT Metz         | –                  |
| Coupe de France fém.        | Pas de compétition | Pas de compétition | Pas de compétition |

### Saison 1990-1991 en Tunisie
- Championnat de Tunisie masculin de handball 1990-1991

## Meilleurs handballeurs de l'année 1991
Les titres de meilleurs handballeurs de l'année 1991 n'ont pas été attribués.

## Naissances
Parmi les joueurs et joueuses né(e) en 1991, on trouve notamment : 
| Joueurs - 10 janvier : Gonzalo Pérez de Vargas, - 24 janvier : Rodrigo Corrales, - 3 mars : Andreas Wolff, - 3 mai : Wael Jallouz, - 22 mai : Kentin Mahé, - 20 juin : Rasmus Lauge, - 2 juillet : Hendrik Pekeler, - 12 août : Mads Mensah Larsen, - 17 août : David Balaguer, - 6 octobre : Mathieu Grébille, - 12 octobre : Miha Zarabec, | Joueuses - 21 janvier : Ana Gros, - 15 février : Kari Brattset, - 7 mars : Hadja Cissé, - 5 avril : Nora et Thea Mørk, - 19 juillet : Nathalie Hagman, - 25 juillet : Amanda Kurtovic, - 11 août : Estelle Nze Minko, - 25 septembre : Stine Bredal Oftedal, - 18 novembre : Chloé Bulleux, |